# Haus Friedeborn
Haus Friedeborn ist eines der Winzerhäuser der Weinbau-Großlage Lößnitz, es steht in der Weinbergstraße 36 im Stadtteil Oberlößnitz der sächsischen Stadt Radebeul, innerhalb des Denkmalschutzgebiets Historische Weinberglandschaft Radebeul direkt östlich anschließend an Haus Hermannsberg. Die Herkunft des Hausnamens ist nicht belegt, lässt sich jedoch möglicherweise auf einen eingefriedeten, erwähnenswerten Brunnen (Born) zurückführen.

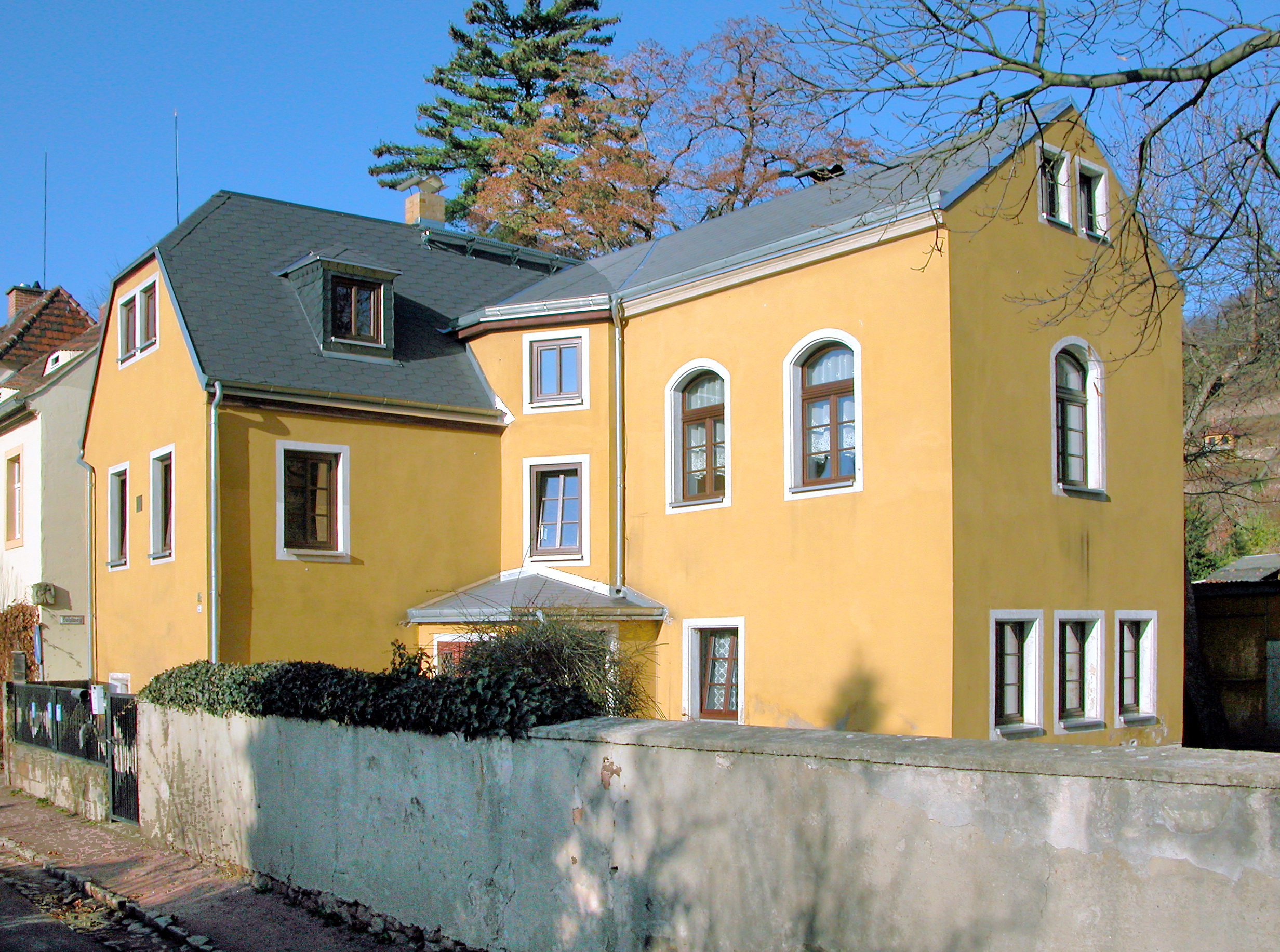
Haus Friedeborn

Bereits zu DDR-Zeiten, spätestens 1973, wurde Haus Friedeborn zum Denkmal der Architektur in Radebeul erklärt; es ist laut heutiger Denkmalpflege ein „Zeugnis für den jahrhundertelangen Weinbau in der Lößnitz, bau- und ortsgeschichtlich sowie künstlerisch bedeutend“.

## Beschreibung

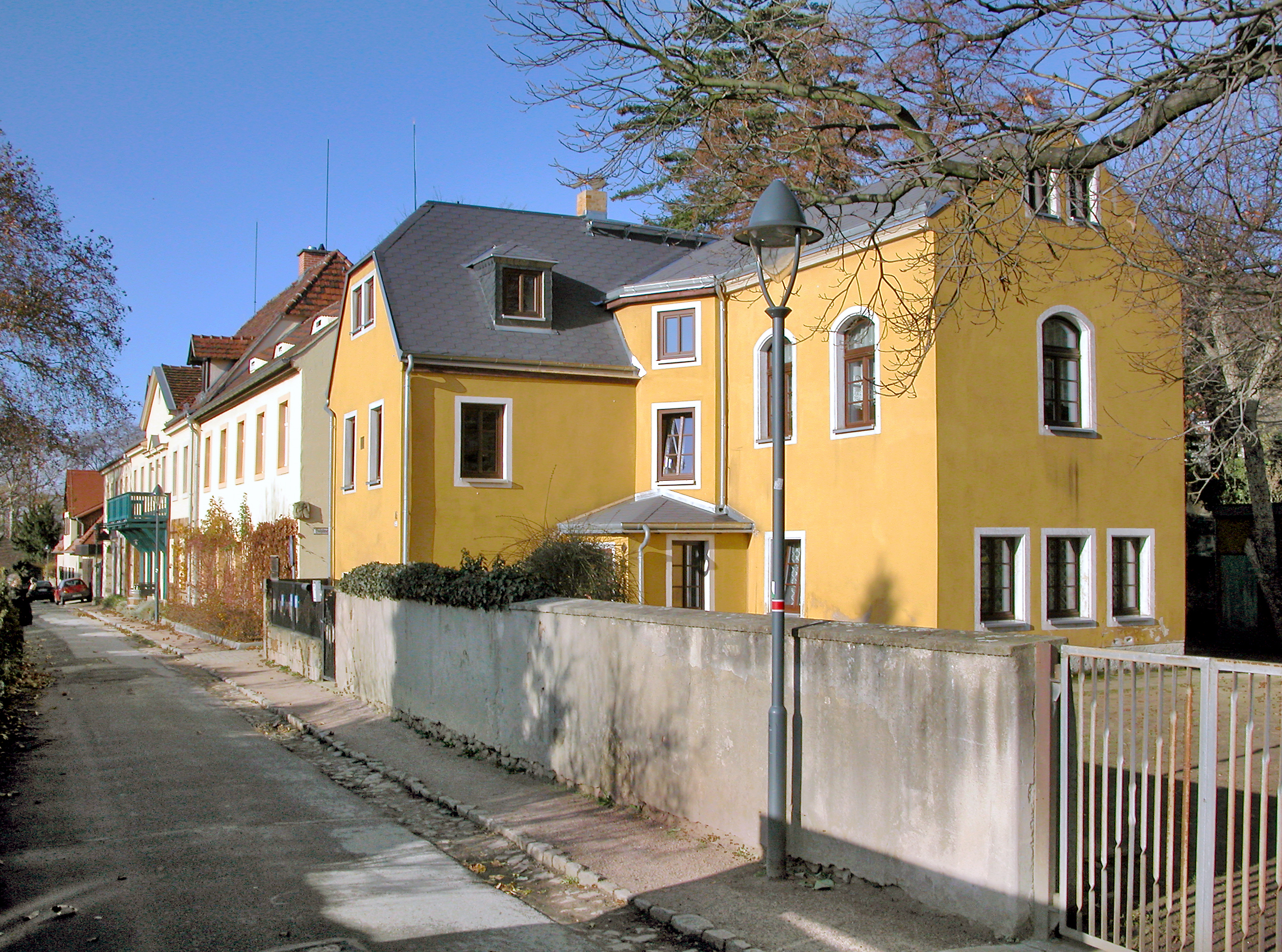
Haus Friedeborn vor Haus Hermannsberg und dem Nebengebäude zum Landhaus Richard Lange

Das ehemalige Winzerhaus mit Anbau steht mit der Einfriedung und der Mauer zum Hohlweg unter Denkmalschutz. Das ältere Kerngebäude ist mit seinem Krüppelwalmdach giebelständig zur Straße ausgerichtet. Dieser Teil ist unterkellert, an eine kleinere Gewölbetonne schließt sich eine größere Haupttonne an, die ehemals als Weinkeller diente, was sich an den noch vorhandenen Weinfassauflagern aus Sandstein sehen lässt. Auch ein alter Belüftungsschacht ist noch vorhanden, der unterhalb des heutigen Niveaus enden müsste, das vermutlich etwa 80 Zentimeter höher ist.
Der von der Straße zurückgesetzte, nach rechts angesetzte Anbau hat ein einfaches Satteldach. Er ist nur über eine Treppe vom Hauptbau aus zu erreichen, die somit vermutlich vor Errichtung des Anbaus eine außenliegende Erschließungstreppe war.
Das Erdgeschoss beider Baukörper ist massiv, das Obergeschoss besteht aus Fachwerk. Alle Fassaden sind verputzt.
Die Fenster, die nach Fotos aus dem Jahr 1964 als Kastenfenster ausgebildet waren, sind heute erneuert. Eine ehemalige Zugangstür in der Ostfront des Anbaus wurde zum Fenster umgewandelt. Die noch 1964 vorhandenen Klappläden sind inzwischen verschwunden, ebenso die Rankgitter. Die heutige Eingangstür, ursprünglich eine Innentür, ist original erhalten. Der Fußboden des Erdgeschosses ist mit alten Sandsteinplatten belegt.

## Geschichte
Oberrechnungssekretär Rüger stellte gemäß der Radebeuler Häuserkartei das Hauptgebäude gegen 1780 fertig. Die Untersuchung eines Fensters aus der Südfassade ergibt eine Datierung auf das Jahr 1792, was den Errichtungszeitraum des Gebäudes etwa eingrenzt. Im Jahr 1840 erhielt das Gebäude einen Keller und 1860 ließ die verwitwete Luise von Pfitzner den rechtwinklig nach Osten reichenden Anbau anfügen. Dieser entstand erst als eingeschossiger Baukörper, der 1866 aufgestockt wurde.
Von 1856 bis 1972 war das Anwesen im Besitz mehrerer Generationen der Familie Sommer; seitdem ist das Haus ebenfalls im Besitz eines Eigentümers, der es saniert und in den heutigen Zustand versetzt hat.